# Ворошиловский район (Волгоград)
Вороши́ловский райо́н — единица административного деления Волгограда. Граничит с Центральным, Дзержинским и Советским районами города, а также с Городищенским районом Волгоградской области.

## История
С 1820 года зацарицынскую часть города начали застраивалась по плану, который утвердил император Александр I. После того, как план был одобрен, воплощением данной застройки занимались лучшие архитекторы, использовавшие самую современную градостроительную технику того времени. Согласно плану, по всей отведённой территории, параллельно Волге, должны были проходить пять улиц, которые пересекались шестью другими, идущими перпендикулярно. Направления этих улиц сохранились и сегодня.
В 1920-е годы территория, занимаемая государственным лесопильным предприятием и посёлок имени Минина были присоединены к Сталинграду. Со 2 апреля 1935 года посёлок Минина стал именоваться Ворошиловским районом. В 1958 году район был переименован в Советский, но 6 ноября 1975 году в результате разукрупнения району было возвращено предыдущее название.
Сегодня Ворошиловский район — это одна из самых маленьких территориальных единиц Волгограда — он занимает всего 27,8 км² с населением около 80 тысяч человек. Вместе с тем, одна из самых развитых и социально комфортных. По территории Ворошиловского района проходят Первая, Вторая и Третья Продольные автомагистрали, здесь расположена важная железнодорожная развязка и железнодорожный вокзал «Волгоград-II». Здесь мало крупных промышленных предприятий, зато расположено множество социально-бытовых, образовательных, развлекательных, культурных и спортивных учреждений, а также объектов здравоохранения.

## Население
| 1979    | 1989    | 2002    | 2009    | 2010    | 2012    | 2013    |
| ------- | ------- | ------- | ------- | ------- | ------- | ------- |
| 86 500  | ↘82 467 | ↘80 928 | ↘78 492 | ↗82 821 | ↗82 880 | ↘82 666 |
| 2014    | 2015    | 2016    | 2017    | 2018    | 2019    | 2020    |
| ↘82 019 | ↘81 251 | ↘80 419 | ↘79 343 | ↘78 881 | ↗79 069 | ↘78 255 |
| 2021    |         |         |         |         |         |         |
| ↗79 637 |         |         |         |         |         |         |

## Транспорт
В Ворошиловском районе располагаются три станции скоростного трамвая: «Площадь Чекистов», «Профсоюзная» и «ТЮЗ».
По району проходят трамвайные маршруты 1, 3, 4, 5, 6, 7, троллейбусные 8а, 10, 15А, электробусный 15, а так же автобусные — 2, 22, 25, 55, 77, 85, 88 и 89э.

## Экономика

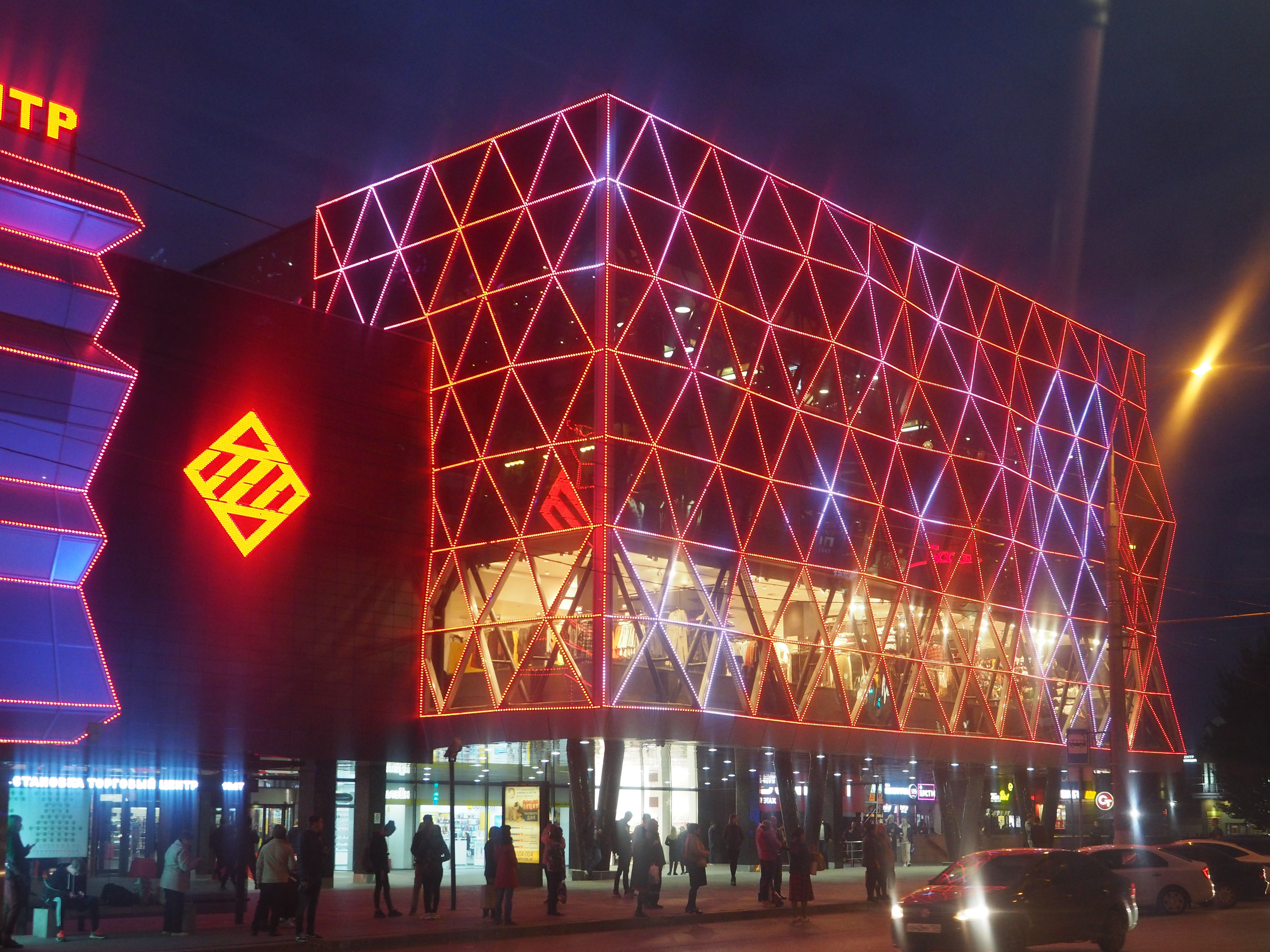
Ворошиловский Торговый Центр

### Предприятия
На территории района работают кондитерская фабрика «Конфил», пивоваренный завод «Пивовар», Волгоградский элеватор, Хлебозавод № 5, Волгоградский завод безалкогольных напитков, Типография «Альянс "Югполиграфиздат"».
Закрыты и не работают молочный завод «Волгоградский» (Молочный завод № 1), Волгоградский завод медицинского оборудования, Волгоградский винодельческий завод, Волгоградский консервный завод.
На территории района расположены Ворошиловский торговый центр, ТДЦ «Диамант Зацарицынский»[значимость факта?], бизнес-центры «Дельта»[значимость факта?], «Меркурий»[значимость факта?], «Адмирал плаза»[значимость факта?], «Новый Царицын»[значимость факта?], «Парус»[значимость факта?]ус.

## Социальная инфраструктура
Образование. В Ворошиловском районе расположено семь общеобразовательных школ, три гимназии, два лицея, две спортивные школы, одна вечерняя школа, одна начальная школа для детей с нарушением зрения, школа-интернат, более двадцати детских садов и два детско-юношеских центра. Так же на территории района расположены строительный и железнодорожный техникумы, Институт архитектуры и строительства ВолгГТУ и Волгоградский государственный институт искусств и культуры. Кроме того, присутствуют учебные корпуса социально-педагогического колледжа, медицинского и педагогического университетов.
Здравоохранение. Присутствуют две детских и две городских поликлиники, одна стоматологическая поликлиника, одна детская клиническая больница и одна областная клиническая больница.
Культура. Расположены две обычные библиотеки, одна детская и одна областная библиотека для молодёжи.

## Туризм и отдых
В районе, как и во всём Волгограде, большинство памятников посвящены Сталинградской битве и Великой Отечественной войне. Памятников истории, не связанных с этой войной не так и много. В результате бомбардировок и обстрелов города немецко-фашистскими войсками было уничтожено большинство городских построек. 23 августа 1942 года городу был нанесен наибольший урон.

#### Памятники Великой Отечественной войны
Памятник чекистам — памятник воинам 10-й дивизии войск НКВД и милиционерам Сталинграда — защитникам города в 1942—1943 годах. Установлен на правом берегу реки Царицы, возле моста, соединяющего Центральный и Ворошиловский районы города, на Площади Чекистов. Памятник представляет собой пятиметровую бронзовую фигуру воина-чекиста с высоко поднятым обнажённым мечом в руке, возвышающуюся на семнадцатиметровом постаменте в форме обелиска.
Памятник Североморцам — памятник защитникам Сталинграда в боях за городской элеватор. Посвящён мужеству моряков 92-й отдельной стрелковой бригады Северного флота, проявивших героизм при боях за одно из самых высоких зданий Сталинграда — элеватор. Морские пехотинцы отчаянно сражались, наводя ужас на врага, который прозвал их «морскими дьяволами». Открыт 30 июня 1977 года у здания элеватора на улице Рабоче-Крестьянской. Авторы проекта — скульптор Г. Л. Малков, архитектор Г. М. Коваленко. Представляет собой скульптурный памятник и стелу. Памятник выполнен из монолитного железобетона; высота фигуры 7 м, постамента — 1 м.
Памятник Герою Советского Союза Зое Космодемьянской. Памятник был открыт ещё в конце 1950-х на территории школы № 130, тогда он представлял собой гипсовый бюст. Комсомольская организация школы носила имя Зои Космодемьянской. С течением времени гипсовая скульптура начала разрушаться, а в 2007 году вандалы разбили скульптуру, и она была демонтирована. Восстановлена в 2008 году, торжественное открытие состоялось 7 сентября на территории школы № 130. Автором нового памятника стал волгоградский скульптор Виктор Фетисов. Стоимость проекта составила более одного миллиона рублей. Новый памятник представляет собой скульптуру из белого мрамора в полный рост.
Настенное панно «Медаль „За оборону Сталинграда“» — было открыто в феврале 2008 года, канун 65-летия победы на Волге на фасаде здания штаба 20-й гвардейской мотострелковой дивизии. Его величина — 2,5 на 5 метров. Символично, что панно «Медаль „За оборону Сталинграда“» появилось именно на здании штаба 20-й гвардейской мотострелковой дивизии. Ведь здесь находится 255-й мотострелковый полк, воины-разведчики которого пленили фельдмаршала Паулюса в 1943 году. Медалью «За оборону Сталинграда» в годы войны были награждены более 800 тысяч человек. На открытие памятного знака участник Сталинградской битвы Валентина Яковлевна Петрова, одна из первых награждённая этой медалью, передала свою награду на вечное хранение в музей боевой славы школы № 104 Ворошиловского района.
Памятник Саше Филиппову на могиле разведчиков в Сквере Саши Филиппова, где также похоронена Мария Ускова.
«Гаситель» — пожарный катер, памятник речникам.

#### Прочие достопримечательности
- Дом грузчиков — памятник архитектуры и градостроительства регионального значения, находящийся по адресу ул. Рабоче-Крестьянская, дом 22.
- Приволжская детская железная дорога построена в 1948 году на набережной Волги, в 1979 году перенесена в бывшее русло реки Царицы. Главная станция располагается рядом с конечной станцией «Площадь Чекистов» скоростного трамвая.
- Цветочные часы. Открыты в 2008 году на площади Чекистов. Цветы были выполнены из 12 000 цветов. Две дуги, выполненные из синих цветов символизируют две великие реки — Волгу и Дон, образующие междуречье. Именно здесь, в устье реки Царицы была заложена первая переволока. В канун празднования Дня города на часах звучали позывные Волгограда[24].
- Казанский собор — кафедральный собор в Волгограде.
- Ангел-Хранитель Волгограда — памятник установлен в Сквере имени Саши Филиппова.

### Театры
Волгоградский музыкально-драматический казачий театр основан в декабре 1992 года. Основатель и художественный руководитель — Владимир Иванович Ляпичев. Это единственный театр в России, чьи постановки полностью основываются на исторических и фольклорных традициях казачества.
Волгоградский театр юного зрителя открылся 22 марта 1970 года. Существовавший до войны Сталинградский ТЮЗ был разрушен во время Сталинградской битвы и более не восстанавливался. Театр долго строили — сначала как спортивное сооружение, затем как Дворец культуры, и лишь на последнем этапе под давлением общественности здание начали переделывать как детский театр. Из-за ошибок в процессе строительства второй очереди волгоградского скоростного трамвая, в середине 1980-х годов фасад здания начал разрушаться.

### Музеи
Музей Волгоградского ГорЭлектроТранспорта.

### Кинотеатры
- «Пять звёзд».
- «Киномакс».

### Спортивные сооружения
- Стадион «Пищевик».
- Бассейн «Юность».
- Альянс-Баскет.